# Loisach-Isar-Kanal
Der Loisach-Isar-Kanal ist ein Kanal im oberbayerischen Landkreis Bad Tölz-Wolfratshausen.
Da seit dem Bau des Walchenseekraftwerks zusätzlich Wasser aus dem Flusssystem der Isar in den Kochelsee und damit in die Loisach gelangt, stieg das Hochwasserrisiko für die Stadt Wolfratshausen. Um die zusätzlichen Wassermassen des Kraftwerks an der Stadt vorbeizuleiten, wurde von 1921 bis 1924 der Loisach-Isar-Kanal errichtet. Er wird bei Beuerberg aus der Loisach ausgeleitet und verläuft auf den ersten acht Kilometern parallel zum Fluss. Südlich von Wolfratshausen wendet sich der Kanal nach Osten und mündet nach einer Gesamtlänge von etwa 10,5 km in die Isar. Die Loisach selbst durchquert das Stadtgebiet von Wolfratshausen und trifft etwa 3,5 km isarabwärts auf diese.

Am 6. Dezember 2023 wurde der Kanal bei Gelting undicht und überschwemmte eine Gärtnerei. Der Kanal wurde daraufhin vom Betreiber Uniper abgelassen.

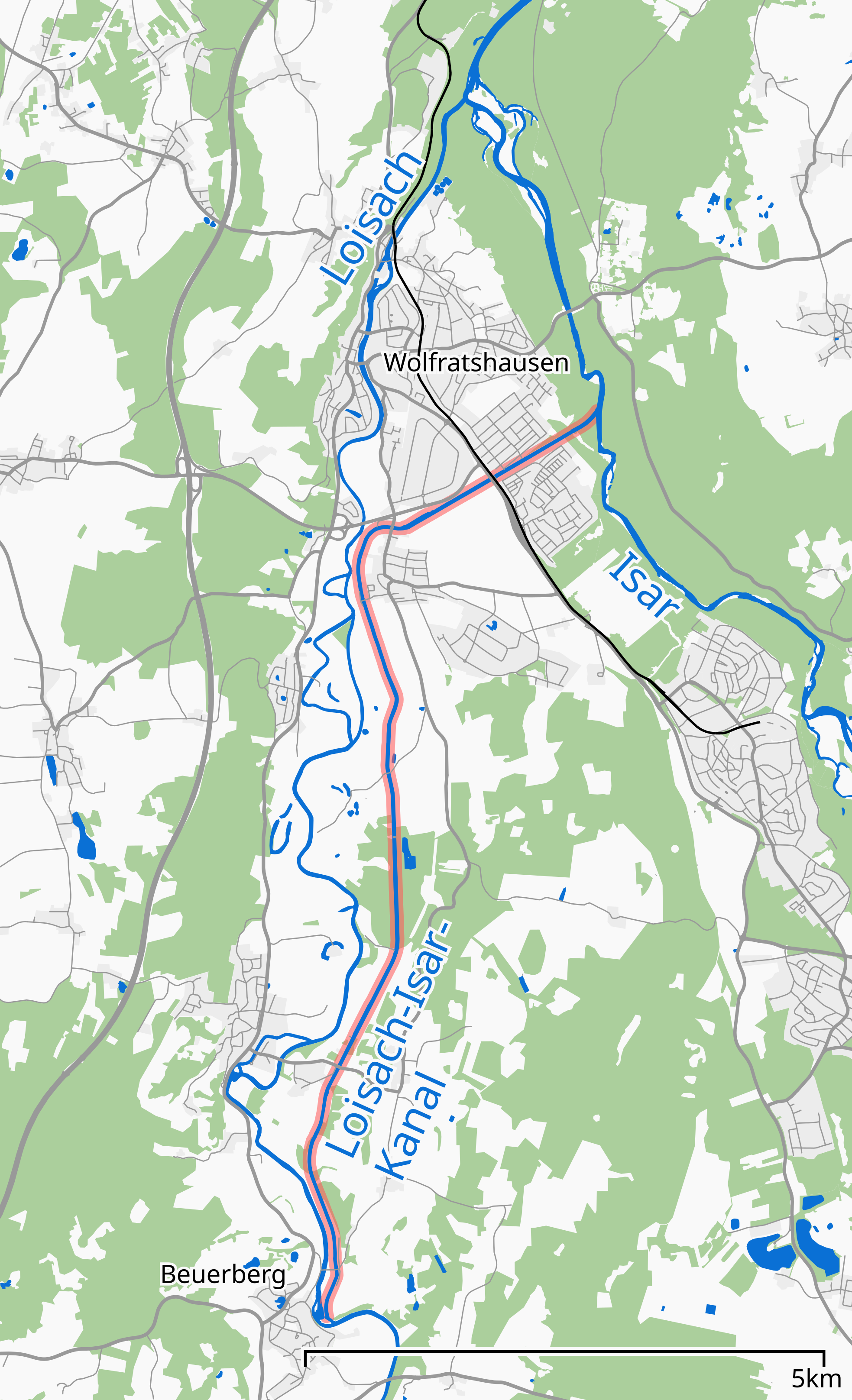
Verlauf des Kanals
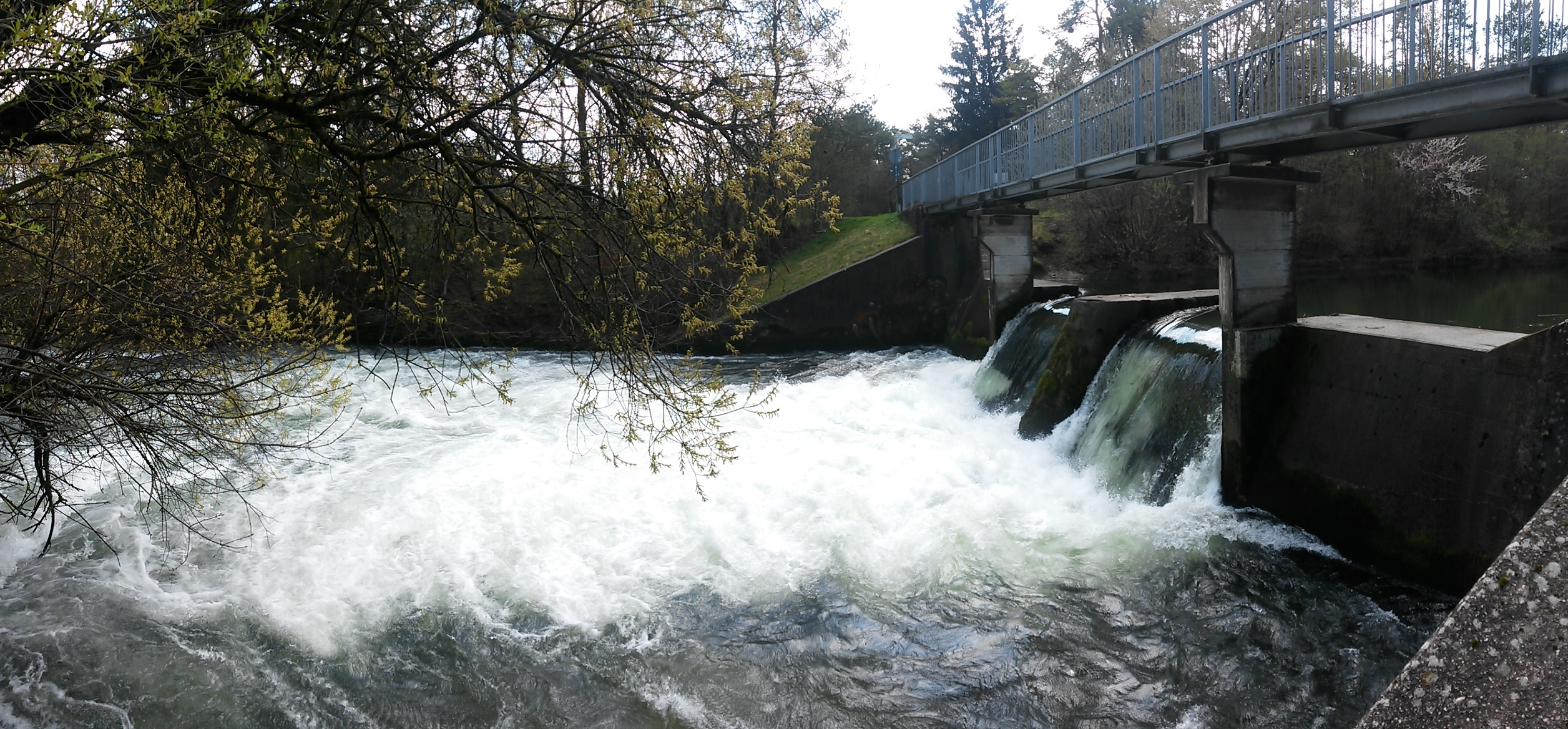
Wehranlage mit Fußgängerbrücke zwischen Farchet und Waldram (kurz vor Mündung)
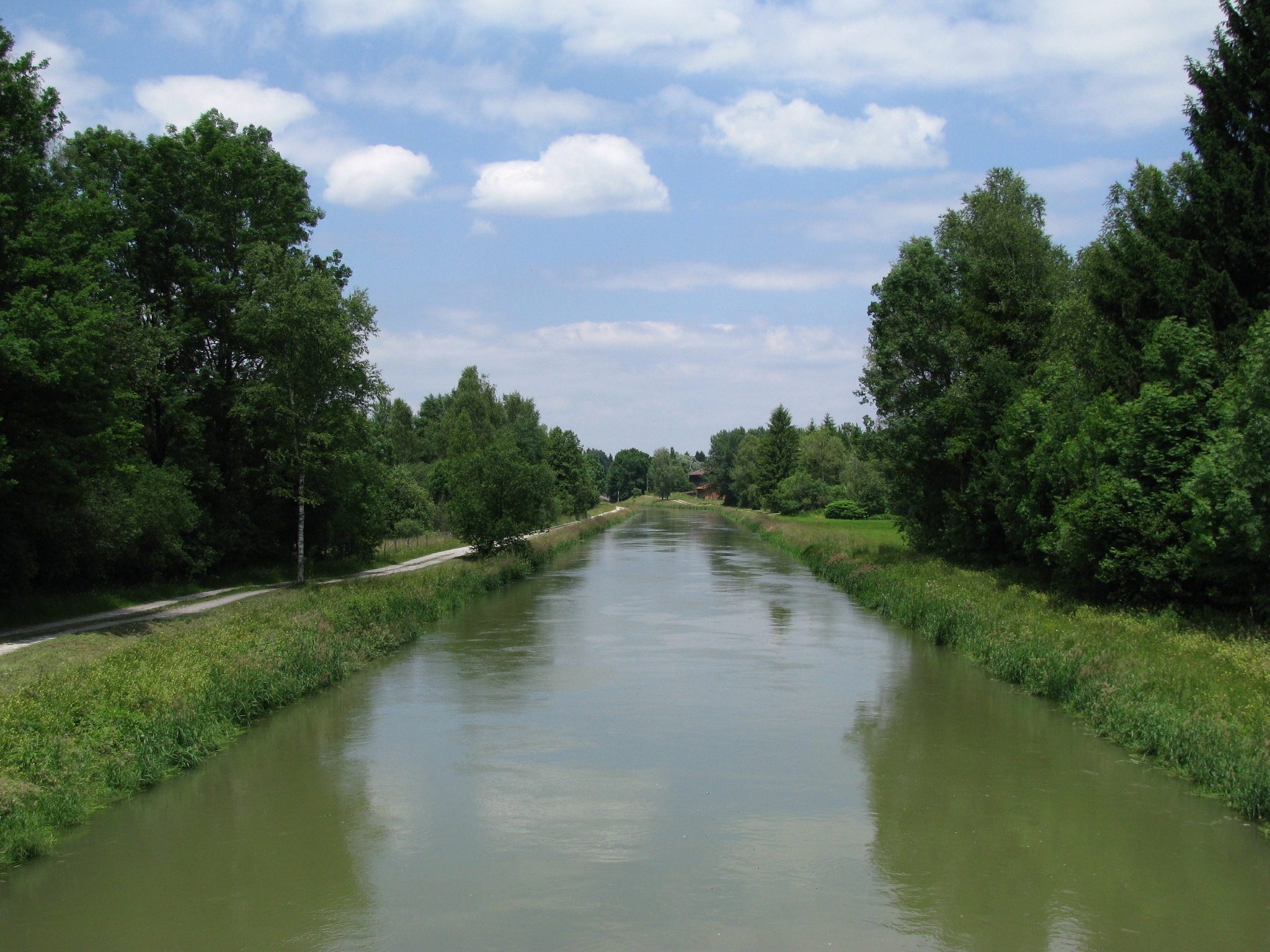
Loisach-Isar-Kanal zwischen Herrnhausen und Gelting